# Fish Hooks
Fish Hooks is een Amerikaanse animatieserie. De Nederlandse titel blijft Fish Hooks. De serie startte in de Verenigde Staten op 3 september 2010 en in Nederland en België op 14 februari 2011 op Disney Channel (Nederland/Vlaanderen).

## Verhaal
De serie gaat over drie vissen: Milo, Bea en Oscar. Ze beleven allerlei avonturen onderwater.

## Personages
- Milo: een blauwe gekke vis.
- Oscar: een lange vis die een beetje op een mens lijkt. Hij heeft een blank hoofd en bruin haar.
- Bea: een oranje vrouwelijke vis.

## Engelse nasynchronisatie
- Milo Fishtooth: Kyle Massey
- Bea Goldfishberg: Chelsea Kane
- Oscar Fishtooth: Justin Roiland
- Clamantha: Alex Hirsch
- Mr. Baldwin: Dana Snyder
- Esmargot: Rachel Dratch
- Jocktopus Ludwig Vandenbush: John DiMaggio
- Albert Glass: Atticus Shaffer
- Mr. Mussels: Tom Lister Jr.
- Finberley: Kimberley Mooney
- Headphone Joe: John Caparulo
- Snake: Kari Wahlgren
- Mouse: Vanessa Marshall
- Piranhica: Laura Ortiz
- Principal Stickler: Jerry Stiller

## Nederlandse nasynchronisatie
- Milo: Rogier Komproe
- Bea: Maja Van Honsté
- Oscar: Kevin Hassing
- Mosselien: Sander van der Poel
- Meneer Kaalslag: Jan Nonhof
- Esmargot: Laura Vlasblom
- Sportopus: Murth Mossel
- Albert: Gijs Eggenkamp
- Meneer Weekspier: Robin Rienstra
- Visley: Shanna Chatterjee
- Joe: Huub Dikstaal
- Ratelslang: Melise de Winter
- Rat: Marjolein Algera
- Pirahnica: Sita Vermeulen
- Directeur Stekel: Philippe Bernaerts